# Esteban Maga
Esteban Fernando Maga Fumero (Maldonado, Uruguay, 5 de junio de 1984) y es un futbolista uruguayo. Juega de defensa y su club actual es el Deportivo Maldonado de la Segunda División Profesional de Uruguay.

## Trayectoria
En el 2013 ficha por la Universidad San Martín, compartiendo el equipo con Pedro Gallese y Aldo Corzo.

## Clubes
| Club                   | País    | Año         |
| ---------------------- | ------- | ----------- |
| Fénix                  | Uruguay | 2004 - 2005 |
| Tacuarembó             | Uruguay | 2006 - 2007 |
| Central Español        | Uruguay | 2007 - 2008 |
| Deportivo Maldonado    | Uruguay | 2008 - 2009 |
| Bella Vista            | Uruguay | 2009 - 2012 |
| Universidad San Martín | Perú    | 2013        |
| Deportivo Maldonado    | Uruguay | 2014-       |